# برباره، جبیل
برباره (به عربی: بربارة) یک منطقهٔ مسکونی در لبنان است که در شهرستان جبیل واقع شده‌است.
 برباره   ۲۰۰ متر بالاتر از سطح دریا واقع شده‌است.